# Liste des partis politiques en Grèce
 (mai 2012).
La Troisième République hellénique est une démocratie dans laquelle les personnalités politiques sont regroupées au sein de plusieurs partis.
Jusqu'aux élections législatives de mai 2012, le système politique grecque était caractérisé par un fort bipartisme.
Les deux partis dominants depuis la chute de la Dictature des colonels étaient le Mouvement socialiste panhellénique (PASOK) et la Nouvelle Démocratie (ND) qui ont alterné au pouvoir depuis 1974.

## Mode de scrutin
Les 300 députés du Parlement grec sont élus via un mode de scrutin mixte pour une durée de quatre ans : 50 sièges sont attribués au parti ayant obtenu le plus de voix, et les 250 sièges restants sont répartis à la représentation proportionnelle entre tous les partis ayant obtenu au moins 3 % des suffrages exprimés.
L'enjeu est donc pour le parti arrivé premier d'obtenir 151 députés, soit la majorité absolue. Vu l'importance de la prime majoritaire (16,7 % des sièges), un parti n'a besoin que de 40,4 % des suffrages exprimés, au plus, pour obtenir une majorité absolue de sièges au Parlement,.
Le pays est divisé en 56 circonscriptions avec un nombre de sièges variant de 1 à 44, en fonction du nombre de citoyens de chaque circonscription. 12 députés sont en outre élus sur une liste nationale.
Il est à noter que les électeurs, dans les circonscriptions comportant plus d'un siège, ont la possibilité de marquer des croix de préférences pour 1 à 4 candidats (nombre maximum variant suivant le nombre de sièges de la circonscription). Le nombre de préférences obtenues modifie l'ordre d'affectation des sièges au sein de chaque liste.
L'âge minimal pour se présenter à la députation est 25 ans.

## Partis représentés auParlement helléniqueou auParlement européen
- La Nouvelle Démocratie (ND) (grec moderne : Νέα Δημοκρατία, ΝΔ), ou Nouvelle République, est un parti politique grec conservateur, fondé en 1974 par Konstantínos Karamanlís.
- La Coalition de la gauche radicale (SYRIZA) (grec moderne : ΣΥΡΙΖΑ, Συνασπισμός Ριζοσπαστικής Αριστεράς, Synaspismós Rhizospastikís Aristerás) est une coalition de mouvements politiques de gauche en Grèce dont le leader au Parlement hellénique est Aléxis Tsípras. Il est membre du Parti de la gauche européenne.
- Le Mouvement socialiste panhellénique (PASOK) (grec moderne : ΠΑ.ΣΟ.Κ., grec moderne : Πανελλήνιο Σοσιαλιστικό Κίνημα / Panellínio Sosialistikó Kínima) est un parti politique grec, social-démocrate. Le PASOK est membre du Parti socialiste européen et de l'Internationale socialiste.
- Les Grecs indépendants (ANEL) est un parti politique de droite issu d'une scission de la ND menée par huit députés hostiles au soutien de leur ancien parti aux plans de rigueur.
- Le Parti communiste de Grèce (KKE) (grec moderne : Κομμουνιστικό Κομμα Ελλάδας « Kommounistiko Komma Elladas », soit KKE, abréviation usuelle en français) est un parti d’obédience marxiste-léniniste, fondé en 1918, très présent dans les mouvements sociaux et assez anti Union européenne.
- L'Aube dorée (XA) est un parti ultranationaliste et néonazi fondé en 1993, qui fait pour la première fois son entrée au parlement en 2012.
- La Gauche démocrate (DIMAR) (grec moderne : Δημοκρατική Αριστερά - ΔΗΜ.ΑΡ., Dimokratiki Aristera - DIMAR) est un parti de centre-gauche provenant d'une scission du courant modéré de SYRIZA, en désaccord avec l'orientation jugée trop radicale de leur mouvement avec le PASOK, ensuite rejoints par d'anciens membres du PASOK.
- Les Verts écologistes (OP) (grec moderne : Οικολόγοι Πράσινοι - Oikologoi Prasinoi, OP) est un parti écologiste, fondé les 7 et 8 décembre 2002, appartenant au Parti vert européen. Il a obtenu son premier député européen lors des élections européennes de 2009 mais a une nouvelle fois échoué, à quelques milliers de voix près, à faire son entrée au parlement en 2012 (2,93 % des voix).
- L'Alerte populaire orthodoxe (LAOS) (grec moderne : Λαϊκός Ορθόδοξος Συναγερμός, Laïkos Orthodoxos Synagermos ou LA.O.S. — dont le sigle signifie peuple) est un parti politique d'Extrême droite, fondé en 2000 et qui appartient au groupe Europe libertés démocratie depuis 2009. Il a participé au gouvernement Papadímos d'union nationale jusqu'au 10 février 2012, avant que ses quatre ministres remettent leur démission pour protester contre les mesures de rigueur proposées au vote des parlementaires. Cela n'a pas empêché qu'ils soient sanctionnés comme les deux autres partis de la coalition, en n'obtenant plus que 2,90 % des voix et donc plus aucun député.

## Partis présents lors des dernières élections législatives
|  | Parti                                                                                | Leader                     | Résultats | Pourcentage | Variation |
|  | ------------------------------------------------------------------------------------ | -------------------------- | --------- | ----------- | --------- |
|  | Mouvement des socialistes démocrates (KIDISO)                                        | Geórgios Papandréou        | 152 230   | 2,46 %      | Nouveau   |
|  | Union des Centristes (EK)                                                            | Vassilis Leventis (en)     | 110 826   | 1,79 %      | ×6,44     |
|  | Teleia (el)                                                                          | Apostolos Glétsos (el)     | 109 483   | 1,77 %      | Nouveau   |
|  | Alerte populaire orthodoxe (LAOS)                                                    | Georgios Karatzaferis (en) | 63 692    | 1,03 %      | -34,68 %  |
|  | Front de la Gauche anticapitaliste (en) (ANTARSYA)                                   | Comité de 21 membres       | 39 455    | 0,64 %      | +92,45 %  |
|  | Gauche démocrate (DIMAR) Verts (Prasinoi) (en)                                       | Fótis Kouvélis             | 30 074    | 0,49 %      | -92,22 %  |
|  | Parti communiste marxiste-léniniste de Grèce (en)                                    | Comité de 4 membres        | 8 033     | 0,13 %      | +5,37 %   |
|  | Union nationale de la réforme démocratique (EDEM)                                    |                            | 7 609     | 0,12 %      |           |
|  | Libération démocratique du peuple grec (El.La.D.A)                                   |                            | 4 789     | 0,08 %      |           |
|  | Parti révolutionnaire des travailleurs (EEK)                                         |                            | 2 441     | 0,04 %      |           |
|  | Organisation communiste internationaliste de Grèce (en) OKDE                         |                            | 2 206     | 0,04 %      |           |
|  | Candidats individuels (Anex./Memonomenoi Ypopsifioi)                                 |                            | 1 414     | 0,02 %      | ×3,6      |
|  | Mouvement national de résistance (KEAN)                                              | Ippokratis Savvouras (el)  | 619       | 0,01 %      | ×7,6      |
|  | Front solidaire orthodoxe radical (ROMA)                                             |                            | 105       |             |           |
|  | Mouvement blanc grec pour une idéologie actuelle (ELKSI)                             |                            | 86        |             |           |
|  | Non à la gauche, Non à la droite, Non au PASOK, Non à ND, Non à la guerre... (PAEKE) |                            | 27        |             |           |

## Partis extra-parlementaires
- Accord sur la nouvelle Grèce (en) (grec moderne : Συμφωνία για τη Νέα Ελλάδα) - Symfonia gia ti Nea Ellada (social-démocrate) (2013-?)
- Front de la gauche anticapitaliste (grec moderne : Αντικαπιταλιστική Αριστερή Συνεργασία για την Ανατροπή) - ANT.AR.SY.A. (communiste, socialiste révolutionnaire, anti-capitaliste, éco-socialiste)
- ASPIDA (en) - (grec moderne : Ανεξάρτητη Συσπείρωση Πολιτών Ιδιαίτερου Αυτοπροσδιορισμού ΡΟΜ), fondé en janvier 2006 pour représenter la communauté des Roms de Grèce.
- Organisation communiste "Redéploiement" - (Greek: Κομμουνιστική Οργάνωση "Ανασύνταξη") (Marxiste-léniniste)
- Parti communiste de Grèce (marxiste-léniniste) (en) - (grec moderne : Κομμουνιστικό Κόμμα Ελλάδας (μαρξιστικό-λενινιστικό) - K.K.E. (m-l)) (maoïste)
- Renouveau démocratique (en) - (grec moderne : Δημοκρατική Αναγέννηση) (populiste)
- Démocrates - (grec moderne : Δημοκρατικοί) (centriste)
- DRASI - (grec moderne : Δράση) (libéral centriste)
- Parti socialiste combattant de Grèce - (grec moderne : Αγωνιστικό Σοσιαλιστικό Κόμμα Ελλάδας) - A.S.K.E. (socialiste)
- Écologistes grecs (grec moderne : Έλληνες Οικολόγοι)(écologiste)
- Alliance libérale (en) - (grec moderne : Φιλελεύθερη Συμμαχία Φ.Σ.) - Fileleftheri Simmakhia FS (libéral)
- Parti communiste marxiste-léniniste de Grèce (en) - (grec moderne : Μαρξιστικό - Λενινιστικό Κομμουνιστικό Κόμμα Ελλάδας) - M.-L. K.K.E (maoïste)
- Mouvement pour la réorganisation du Parti communiste grec 1918-1955 (en) - (grec moderne : Κίνηση για την Ανασύνταξη του ΚΚΕ 1918-55) (staliniste)
- Organisation pour la reconstruction du Parti communiste grec (en) - (grec moderne : Οργάνωση για την Ανασυγκρότηση του ΚΚΕ) - Ο.Α.Κ.Κ.Ε. (maoïste)
- Parti des Chasseurs Grecs (en) - (grec moderne : Κόμμα Ελλήνων Κυνηγών K.Ε.Κ.) - Κomma Ellinon Kinigon KEK (intérêt sectoriel, droits des chasseurs)
- Parti pirate de Grèce - (grec moderne : Κόμμα Πειρατών Ελλάδας)
- Parti socialiste des travailleurs (en) - (grec moderne : Σοσιαλιστικό Εργατικό Κόμμα) - S.E.K. (gauche révolutionnaire)
- Union des centristes - (grec moderne : Ένωση Κεντρώων) - E.K. (UC) (centriste social-démocrate)
- Union démocratique du centre (en) (grec moderne : Ένωση Δημοκρατικού Κέντρου) - Enosi Dimokratiko Kentrou, E.DI.K. (libéral / social-démocrate)
- Xekinima - Organisation socialiste internationaliste (en) - (grec moderne : Ξεκίνημα - Σοσιαλιστική Διεθνιστική Οργάνωση) (trotskiste)
- Parti révolutionnaire des travailleurs (en) - (grec moderne : Εργατικό Επαναστατικό Κόμμα) - Ε.Ε.Κ. (trotskiste)
- Unité populaire - (grec moderne : Λαϊκή Ενότητα) - L.A.E.

## Partis disparus

### Règne deOthonIer(1833-1862)
- Parti anglais - (grec moderne : Άγγλικό Κόμμα) (Libéral, pro-anglais) (1833–1863)
- Parti français - (grec moderne : Γαλλικό Κόμμα) (Libéral, pro-français) (1833–1863)
- Parti russe - (grec moderne : Ρώσσικο Κόμμα) (Conservateur, pro-russe) (1833–1863)

### Règne deGeorgesIer(1863-1913)
- Parti libéral - (grec moderne : Κόμμα Φιλελευθέρων) (Libéral) (1910–1961)
- Parti nationaliste - (grec moderne : Κόμμα Εθνικόφρονων, K.E.) - Komma Ethnikofronon, KE (Conservateur) (1865–1909)
- Nouveau Parti - (grec moderne : Νεωτεριστικόν Κομμα, Ν.Κ.) - Neoteristikon Komma, ΝΚ (Libéral) (1875–1910)

### Règne deGeorges II(1913-1924)
- Parti des Libres Penseurs (en) - (grec moderne : Κόμμα των Ελευθερόφρονων K.E.) - Komma Eleftherofronon (Nationaliste, Royaliste) (1922–1936)
- Parti Libéral - (grec moderne : Κόμμα Φιλελευθέρων) (Libéral) (1910–1961)
- Parti du peuple - (grec moderne : Λαϊκόν Κόμμα Λ.Κ.) LK - Laiko Komma (Conservateur, Royaliste) (1920–1958)
- Parti socialiste de Grèce - (grec moderne : Σοσιαλιστικό Κόμμα Ελλάδας, ΣΚΕ) - Sosialistiko Komma Elladas, SKE (Socialiste, Républicain) (1920-1953)

### Deuxième République hellénique(1924-1935)
- Parti agrarien de Grèce - (grec moderne : Άγροτικό Κόμμα A.K.) - Agrotikon Komma AK (Agrarien) (1926–1956)
- Parti Conservateur Démocratique - (grec moderne : Συντιριτικό Δημοκρατικόν Κόμμα Σ.Δ.Κ.) - Syntiritiko Demokratikon Komma SDK (1932–1936)
- Union démocratique - (grec moderne : Δημοκρατική Ένωσις Δ.E.) - Demokratiki Enosis (Libéral) (1926-?)
- Parti social-démocrate de Grèce (en) - (grec moderne : Δημοκρατικό Σοσιαλιστικό Κόμμα Ελλάδος, ΔΣΚ) - DSK (Socio-démocrate) (1935–1950)
- Parti des fermiers et travailleurs - (grec moderne : Άγροτικόν και Έργατικόν Κόμμα Α.Ε.Κ.) - Agrotikon kai Ergatikon Komma/Agrotergatiko Komma AEK (Rural radical) (1932–1936)
- Union Radicale Générale du Peuple - (grec moderne : Γενική Λαïκή Ριζοσπαστική Ένωση Γ.Λ.Ρ.Ε) - Geniki Laiki Rizospastiki Enosis GLRE (??) (1932–1936)
- Parti Libéral - (grec moderne : Κόμμα Φιλελευθέρων) (Libéral) (1910–1961)
- Parti national-socialiste grec - (grec moderne : Ελληνικό Εθνικό Σοσιαλιστικό Κόμμα) - Elliniko Ethniko Sosialistiko Komma (Nazi) (1932)
- Union politique juive - (grec moderne : ??) - ?? (1926-?)
- Union macédonienne (grec moderne : ?? ??) – ?? (Conservateur) (1935)
- Parti national radical - (grec moderne : Εθνική Ριζοσπαστική Κόμμα E.Ρ.K.) - Ethnikon Rizospastikon Komma ERK (Conservateur) (1932–1936)
- Parti unioniste national (el) - (grec moderne : Εθνικόν Ενωτικόν Κόμμα Ε.Ε.Κ.)– Ethnikon Enotikon Komma EEK (1935–1950)
- Parti du peuple - (grec moderne : Λαϊκόν Κόμμα Λ.Κ.) LK - Laiko Komma (Conservateur, Royaliste) (1920–1958)
- Parti progressiste - (grec moderne : Προοδευτικόν Κόμμα Π.Κ.) - Proodeftikon Komma PK (1928–1964, 1981)
- Parti libéral des réfugiés - (grec moderne : Φιλελευθέρων Προσφιγικόν Κόμμα Φ.Π.Κ.) - Fileleftheron Prosfijikon Komma FPK (1926-?)
- Union des royalistes - (grec moderne : Ένωσις Βασιλικών EB) – Enosis Vasilikon (Monarchiste-Conservateur) (1935)

### Restauration deGeorges II(1936-1946)
- Parti agrarien de Grèce - (grec moderne : Άγροτικό Κόμμα A.K.) - Agrotikon Komma AK (Agrarien) (1926–1956)
- Parti conservateur démocratique - (grec moderne : Συντιριτικό Δημοκρατικόν Κόμμα Σ.Δ.Κ.) - Syntiritiko Demokratikon Komma SDK (1932–1936)
- Parti social-démocrate de Grèce (en) - (grec moderne : Δημοκρατικό Σοσιαλιστικό Κόμμα Ελλάδος, ΔΣΚ) - DSK (Socio-démocrate) (1935–1950)
- Union démocratique - (grec moderne : Δημοκρατική Ένωσις Δ.E.) - Demokratiki Enosis (Libéral) (1926-?)
- Parti des fermiers et travailleurs - (grec moderne : Άγροτικόν και Έργατικόν Κόμμα Α.Ε.Κ.) - Agrotikon kai Ergatikon Komma/Agrotergatiko Komma AEK (Rural radical) (1932–1936)
- Union radicale générale du peuple - (grec moderne : Γενική Λαïκή Ριζοσπαστική Ένωση Γ.Λ.Ρ.Ε) - Geniki Laiki Rizospastiki Enosis GLRE (??) (1932–1936)
- Parti Libéral - (grec moderne : Κόμμα Φιλελευθέρων) (Libéral) (1910–1961)
- Parti national de Grèce - (grec moderne : Εθνικόν Κόμμα 'Ελλάδος E.Κ.E.) - Ethnikon Komma Ellados E.K.E. (Monarchiste-Conservateur) (1946–1967)
- Parti national du peuple - (grec moderne : Εθνικόν Λαϊκόν Κόμμα E.Λ.Κ.) - Ethniko Laiko Komma E.L.K. (1936)
- Union nationale politique - E.P.E. (grec moderne : Εθνική Πολιτική Ένωσις Ε.Π.Ε.) - Ethniki Politiki Enosis, E.P.E. (Libéral) (1946)
- Parti national radical - (grec moderne : Εθνική Ριζοσπαστική Κόμμα E.Ρ.K.) - Ethnikon Rizospastikon Komma ERK (Conservateur) (1932–1936)
- Parti unioniste national (el) - (grec moderne : Εθνικόν Ενωτικόν Κόμμα Ε.Ε.Κ.)– Ethnikon Enotikon Komma EEK (1935–1950)
- Parti du peuple - (grec moderne : Λαϊκόν Κόμμα Λ.Κ.) LK - Laiko Komma (Conservateur, Royaliste) (1920–1958)
- Parti progressiste - (grec moderne : Προοδευτικόν Κόμμα Π.Κ.) - Proodeftikon Komma PK (1928–1964, 1981)
- Parti réformateur - (grec moderne : Μεταρρυθμιστικόν Κόμμα M.K.) - Metarrythmistikon Komma MK (1936)
- Union des partis agraires - (grec moderne : Ένωσις Άγροτικόν Κομμάτων Ε.Α.Κ.) – Enosis Agrotikon Kommaton EAK (Agrarien) (1946)
- Union des nationaux - (grec moderne : Ένωσις Εθνικοφρόνων Ε.Ε.) – Enosis Ethnikofronon, ΕE (Monarchiste-Conservateur) (1946)
- Ordre uni des patriotes - (grec moderne : Ηνωμένη Παράταξις Εθνικοφρόνων Η.Π.Ε.) – Inomeni Parataxis Ethnikofronon I.P.E. (Conservateur) (1946)

### Règnes dePauletConstantin II(1946-1973)
- Parti du 4-Août (Greek: Κόμμα 4ης Αυγούστου) - Κ4Α (Nationaliste) (1965–1977)
- Union du centre (grec moderne : Ένωση Κέντρου) - Enosi Kentrou, E.K. (Libéral) (1961–1967)
- Démocratie chrétienne (grec moderne : Χριστιανική Δημοκρατία) - Christianikē Dēmokratia (Socialiste) (1963)
- Parti communiste de Grèce (intérieur) (grec moderne : Κομμουνιστικό Κόμμα Ελλάδας Εσωτερικού) - KKE Esoterikou (Eurocommunisme) (1968–1986)
- Democratic Socialist Party of Greece (grec moderne : Δημοκρατικό Σοσιαλιστικό Κόμμα Ελλάδος, ΔΣΚ) - DSK (Democratic Socialist) (1935–1950)
- Rassemblement grec (en) (grec moderne : Ελληνικός Συναγερμός Ε.Σ.) - Ellinikos Synagermos E.S. (Conservateur, Royaliste) (1951–1956)
- Politically Independent Camp (grec moderne : Πολιτική Ανεξάρτητός Παράταξις Π.Α.Π.) - Politiki Anexartitos Parataxis PAP (Metaxist) (1950-?)
- Left Liberals (grec moderne : Αριστεροί Φιλελεύθεροι Α.Φ.) - Aristeroi Fileleutheroi AF (communist) (1950-?)
- Liberal Democratic Center (grec moderne : Φιλελεύθερον Δημοκρατικόν Κέντρον Φ.Δ.Κ.)– Filelefthero Dimokratiko Kentro FDK (Libéral) (1965–1966)
- Liberal Democratic Union (grec moderne : Φιλελεύθερη Δημοκρατική Ένωση Φ.Δ.Ε.) - coalition of Republican and Liberal parties (1956)
- Parti libéral - (grec moderne : Κόμμα Φιλελευθέρων) (Libéral) (1910–1961)
- Mouvement pour la démocratie et le socialisme (grec moderne : Κίνημα Δημοκρατίας και Σοσιαλισμού) - (socialiste) (1963)
- Parti national de Grèce (grec moderne : Εθνικόν Κόμμα 'Ελλάδος E.Κ.E.) - Ethnikon Komma Ellados E.K.E. (Monarchist-Conservative) (1946–1967)
- National Progressive Center Union (grec moderne : Εθνική Προοδευτική Ένωσις Κέντρου E.Π.Ε.Κ.) – Ethniki Proodeutiki Enosi Kentrou EPEK (1952)
- National Progressive Party (grec moderne : Δημοκρατικό Προοδευτικό Κόμμα Δ.Π.Κ.) - Dimokratiko Proodeutiko Komma DPK (1950-?)
- Union nationale radicale (grec moderne : Εθνική Ριζοσπαστική Ένωσις E.Ρ.E.) - Ethniki Rizospastiki Enosis E.R.E. (Conservateur, Royaliste) (1955–1967)
- New Party (grec moderne : Νέο Κόμμα N.K.) - Neo Komma NK (Conservateur) (1950-?)
- Pandemocratic Agrarian Front (grec moderne : ?? ??) – ?? (Socialist) (1961)
- Party of Christian Democracy (grec moderne : ??) – ?? (?) (1956)
- Party of I. Sofianopoulos (grec moderne : Κόμμα του Ι. Σοφιανόπουλου) - Komma tou I. Sofianopoulou (communist) (1950-?)
- Party of Progressive Liberals (grec moderne : Κόμματος των Προοδευτικών Φιλελευθέρων) - Kommatos ton Prodethikon Fileleutheron (Libéral) (1950-?)
- Parti du peuple - (grec moderne : Λαϊκόν Κόμμα Λ.Κ.) LK - Laiko Komma (Conservateur, Royaliste) (1920–1958)
- People's Social Party (grec moderne : Λαϊκόν Κοινωνικόν Κόμμα Λ.Κ.Κ.) – Laikon Koinonikon Komma LKK (1955)
- Progressive Party (grec moderne : Προοδευτικόν Κόμμα Π.Κ.) - Proodeftikon Komma PK (1928–1964, 1981)
- Progressive Rural Democratic Union (grec moderne : ??) - ?? (1958)
- Rassemblement des fermiers et travailleurs (grec moderne : ?? Parataxis Agroton kai Ergazomenon) - ?? (Agrarien) (1951–1952)
- Socialist Party-Democratic Popular Union (grec moderne : Σοσιαλιστικό Κόμμα-Ένωση Λαïκής Δημοκρατίας Σ.Κ.-Ε.Λ.Δ.) - Sosialistiko Komma-Enosi Laikis Dimokratias SK-ELD (Communist) (1950–1952)
- Union of the People's Party (grec moderne : ??) – ?? (?) (1958)
- Union de la gauche démocratique (grec moderne : Ενιαία Δημοκρατική Αριστερά Ε.Δ.Α. - Eniaia Dimokratiki Aristera EDA (Communiste) (1951–1977)

### Troisième République hellénique(de 1974 à nos jours)
- Center Union - New Forces (grec moderne : Ένωσις Κέντρου-Νέες Δυνάμεις) - Enosi Kentrou-Nees Dynameis (Libéral) (1974–1977)
- Alignement démocratique (grec moderne : Δημοκρατική Παράταξη Δ.Π.) - Dimokratiki Parataxi DP (1977)
- Renouveau démocratique (grec moderne : Δημοκρατική Ανανέωση DH.ANA) - Dimokratiki Ananeosi DIANA (Conservateur) (1985–1994)
- Renaissance démocratique (grec moderne : Δημοκρατική Αναγέννηση Δ.Α.) - Dimokratiki Anagenissi DA (Conservateur) (2004, 2007-)
- Front Line (grec moderne : Πρώτη Γραμμή) - Proti Grammi (Nationalist) (1999-?)
- Gauche grecque (grec moderne : Ελληνική Αριστερά) - Elliniki Aristera (Eurocommunism) (1987–1992)
- Hellenic Front (grec moderne : Ελληνικό Μέτωπο) - Elliniko Metopo (Nationalist, Rightist) (1994–2004)
- Hellenic Women's Political Party (grec moderne : Κόμμα Ελληνίδων Γυναικών) - Komma Ellinidon Ginaikon (Feminist) (?-?)
- Liberal Democratic Union-Socialist Party (grec moderne : Φιλελεύθερη Δημοκρατική Ένωση-Σοσιαλιστικό Κόμμα Φ.Δ.Ε.-Σ.Κ.) - ?? (1974)
- Les Libéraux (grec moderne : Οι Φιλελεύθεροι) - Oi Fileleftheroi (Libéral) (1999–2004)
- Mouvement des citoyens libres (grec moderne : Κίνημα Ελευθέρων Πολιτών, Κ.Ε.Π.) - Kinima Eleftheron Politon K.E.P. (Right of Center) (2001–2002)
- Mouvement pour un parti communiste uni de Grèce (grec moderne : Κίνηση για Ενιαίο ΚΚΕ) (communist) (1993–1996)
- Alignement national (grec moderne : Εθνική Παράταξις Ε.Π.)- Ethniki Parataxis (E.P.) (Nationalist, Royaliste) (1977)
- National Democratic Union (grec moderne : ??) - ?? (?) (1974)
- National Political Union E.P.EN. (grec moderne : Εθνική Πολιτική Ένωσις Ε.Π.ΕΝ.) - Ethniki Politiki Enosis, E.P.EN. (Rightist, Nationalist) (1984-?)
- Organisation of Communists Marxists-Leninists of Greece (grec moderne : Οργάνωση Κομμουνιστών Μαρξιστών-Λενινιστών Ελλάδας ΟΚΜΛΕ) (communist) (1982–1993)
- Panhellenic Macedonian Front (grec moderne : Πανελλήνιο Μακεδονικό Μέτωπο, ΠΑ.Μ.ΜΕ.) (2009 - ?)
- Party of Democratic Socialism (grec moderne : Κόμμα του Δημοκρατικού Σοσιαλισμού ΚΟΔΗΣΟ) – Komma tou Dimokratikou Sosialismou KODISO (socialist) (1981-)
- Alliance patriotique (Greek: Πατριωτική Συμμαχία) - Patriotiki Symmachia - PATRI.S. (Nationalist) (2004–2007)
- Parti de l'hellénisme (grec moderne : Κόμμα Ελληνισμού) - Komma Ellinismou (Nationalist) (1984–2004)
- Party of New Liberals (grec moderne : Kόμμα των Nεοφιλελευθέρων K.N.) – Komma ton Neofileftheron KN (Libéral) (1977–1978)
- Peoples Democratic Unity (grec moderne : ??) - LDE (1977)
- Printemps Politique (grec moderne : Πολιτική Άνοιξη) - POL.AN (Droite-Conservateur) (1993–2004)
- Progressive Party (grec moderne : Προοδευτικόν Κόμμα Π.Κ.) - Proodeftikon Komma PK (1928–1964, 1981)
- Radical Left Front (grec moderne : Μέτωπο Ριζοσπαστικής Αριστεράς)- ME.R.A. (Radical Left)
- Republican Union (grec moderne : Δημοκρατική Ένωσις Δ.Ε.) – Dimokratiki Enosis DE
- Arc-en-ciel (Greek: Ουράνιο Τόξο Ouránio Tóxo, Slavic Macedonian: Виножито Vinožito)
- Parti communiste révolutionnaire de Grèce (grec moderne : Επαναστατικό Κουμουνιστικό Κόμμα 'Ελλάδος) – Epanastatiko Koumounistiko Komma Ellados-EKKE (communist) (1974)
- Gauche démocratique unie (grec moderne : Ενιαία Δημοκρατική Αριστερά Ε.Δ.Α.) - Enomeni Aristera EA (Socialist) (1951–1977)
- Mouvement nationaliste uni (grec moderne : Ενιαίο Εθνικιστικό Κίνημα ΕΝ.Ε.Κ.) - Eniaio Ethnikistiko Kinima ENEK (Extreme Right) (1979-c. 1989)